# 信國太志
信國 太志（のぶくに たいし、1970年 - ）は、日本のファッションデザイナー、テーラー。熊本県出身。ファッションブランドのTAISHI NOBUKUNI（タイシノブクニ）、BOTANIKA（ボタニカ）のデザイナーとして知られる。

## 経歴
1970年、熊本県に生まれ、福岡で育つ。久留米大学附設中学校を卒業後、久留米大学附設高等学校に進学するが中退し、1988年、福岡市内のセレクトショップ「ダイスアンドダイス（Dice&Dice）」の設立に参加する。1991年、バイヤーとしてアメリカに渡る。1992年、イギリスに行きビスポークテイラー「チャーリー・アレン」の下でテーラーの技術を学ぶ。 1993年、フランスに行きジョン・ガリアーノに師事する。 その後イギリスに行き、1996年にセントラル・セント・マーチン美術大学修士課程修了。『枕草子』をテーマにした卒業制作はデイリー・テレグラフ誌に掲載されるなど話題となった。
1998年、ブランド「TAISHI NOBUKUNI（タイシノブクニ）」を設立。2000年、東京に「TAISHI NOBUKUNI TOKYO SHOP」をオープンする。 2004年よりTAKEO KIKUCHI（タケオキクチ）のクリエイティヴ・ディレクターを務める。2005年、毎日ファッション大賞の新人賞を受賞。2007年よりオーガニックを意識した新ブランド「BOTANIKA / taishi nobukuni」をスタートする。2007年3月21日から約1か月間、ラフォーレ原宿に期間限定店「13 THIRTEEN」をオープン。
2011年には銀座にテーラーサロン「THE CRAFTIVISM taishi nobukuni（ザ・クラフティヴィズム）」をオープン。

## 人物
サーフィンを趣味とし、チベット仏教にも造詣がある。